# Donte Ingram
Donte Ingram (Chicago, 15 agosto 1996) è un cestista statunitense.

## Statistiche

### College
| Anno      | Squadra         | PG  | PT | MP   | TC%  | 3P%  | TL%  | RP  | AP  | PRP | SP  | PP   |
| --------- | --------------- | --- | -- | ---- | ---- | ---- | ---- | --- | --- | --- | --- | ---- |
| 2014-2015 | Loyola Ramblers | 37  | 1  | 18,3 | 44,7 | 37,3 | 64,5 | 3,1 | 0,6 | 0,3 | 0,1 | 5,0  |
| 2015-2016 | Loyola Ramblers | 32  | 26 | 25,9 | 39,4 | 28,1 | 84,3 | 4,1 | 0,8 | 0,4 | 0,3 | 7,4  |
| 2016-2017 | Loyola Ramblers | 29  | 29 | 32,6 | 52,9 | 45,8 | 67,6 | 6,8 | 1,3 | 0,9 | 0,2 | 13,6 |
| 2017-2018 | Loyola Ramblers | 38  | 38 | 30,6 | 44,3 | 39,2 | 68,0 | 6,4 | 1,6 | 0,9 | 0,4 | 11,0 |
| Carriera  | Carriera        | 136 | 94 | 26,6 | 45,7 | 38,5 | 71,0 | 5,1 | 1,1 | 0,6 | 0,2 | 9,1  |

## Palmarès
- Coppa d'Olanda: 1

Donar Groningen: 2022